# ژیروندن
ژیروندن‌ها (معروف به بریسوتن‌ها) جناحی سیاسی در هیئت مقننه و نشست ملی در آستانه انقلاب فرانسه (سالهای ۱۷۹۰ تا ۱۷۹۲) بودند. بیشتر ژیروندن‌ها از ولایت ژیروند بودند و اعضای آن از حقوق‌دانان، روشنفکران، روزنامه‌نگاران، بازرگانان، صنعتگران و متخصصان مالیه بودند. ژیروندن‌ها کمتر به حزب سیاسی با ایدئولوژی مشخصی شباهت داشت و در واقع لیبرال - جمهوریخواهان میانه‌رو بودند که به روش‌های دموکراتیک اعتقاد داشتند. سرانجام به سبب پیوند ژیروندن‌ها با اشراف، تغییر نکردن وضع تهیدستان و دهقانان و تعمیق جو رادیکال با شعارهای تندروانه، جمهوریخواهان انقلابی به نام ژاکوبن‌ها که تحت تأثیر نظرات ژان ژاک روسو بودند جای ژیروندن‌ها را گرفتند.